# 生頼範義
- 生賴範義

生頼 範義（、1935年〈昭和10年〉11月17日 - 2015年〈平成27年〉10月27日）は、日本のイラストレーター。油絵風の画法が特徴。イラスト集や作品展のタイトルでは生賴範義の表記が見られる。「生瀬 範義」は誤表記。息子のオーライタローも画家。

## 来歴・作風
兵庫県明石市生まれ。第二次世界大戦さなかの1945年に鹿児島県川内市（現・薩摩川内市）に疎開。鹿児島県立川内高等学校卒業。高校卒業後、東京芸術大学美術学部に入学したが、後に中退した。1962年、イラストレーターとして活動を開始。1973年、東京から妻の郷里宮崎県宮崎市に転居。
1980年、SF雑誌に発表した「スターウォーズ」のイメージ画が、制作者のジョージ・ルーカスの目に留まり、その続編ポスター用イラストを正式に依頼される。そして作成した『スター・ウォーズ 帝国の逆襲』の国際版ポスターのイラストが高い評価を得て、外国でも名を知られるようになる。同年、第11回星雲賞アート部門を受賞する。
1983年に書籍『東宝特撮映画全史』（東宝）の表紙を担当したことをきっかけに、翌年の映画『ゴジラ』のポスターを担当。以後、平成ゴジラシリーズ（VSシリーズ）のポスターイラストを手掛けた。ポスター執筆の時点では、ストーリーやキャラクターデザインが決定していないことも多く、『ゴジラvsキングギドラ』のキングギドラや『ゴジラvsデストロイア』のデストロイア完全体は生頼ポスターのデザインがベースとなっている。
日本や中国、欧州などを舞台にした時代物、アクション・戦争物、SF・伝奇、怪獣特撮といった分野の小説や映画、ゲームのイラスト依頼が多かった。リアルな写実画と、それに迫力を加えたデフォルメを得意としたことによる。アシスタントは使わず、ペンと筆、定規によりすべて独りで描いた。書籍『ゴジラ大百科 新モスラ編』では、「基調色を全体に強く打ち出す彩色」と「描く対象同士の本来の大きさをあえてくずして配置する大胆な構図」を生頼の絵の特色としている。独特の色彩感覚と大胆な構図は「生賴タッチ」とも称される。目標とする画家として、オランダの画家フランス・ハルスを挙げている。
2011年、脳梗塞を発症。休筆して療養生活に入る（事実上の創作活動終了）。
2013年、宮崎県文化賞芸術部門を受賞。
2014年、みやざきアートセンターで「生頼範義展」を開催。平成26年度文化庁映画賞で功労賞を受賞。
2015年10月27日、肺炎のため死去。79歳没。
2016年、第35回日本SF大賞で功績賞を、第47回星雲賞でアート部門を受賞。
2018年、東京・上野の森美術館で「生賴範義展」（1月6日-2月4日）が開催された。
2020年から、宮崎県宮崎市の「みやざき文化村」の主催により、公募のイラストの賞「生頼範義賞」が開始された。

## 活動

### 映画
- 『渡世人列伝』（1969年） - ポスター
- 『日本沈没』（1973年） - ポスター
- 『テンタクルズ』（1977年） - ポスター
- 『復活の日』（1980年） - 海外版ポスター(のちに文庫版カバーに使用)
- 『スター・ウォーズ 帝国の逆襲』（1980年） - 国際版ポスター[8]
- 『獣たちの熱い眠り』（1981年） - ポスター
- 『FUTURE WAR 198X年』（1982年）  - イメージイラスト[23]
- 『ミラクルマスター/7つの大冒険』（1982年） - ポスター
- 『グーニーズ』 (1985年)  - ポスター
- 『暴走機関車』（1985年） - 日本版ポスター
- 『首都消失』 (1987年)  - ポスター
- 『刑事ニコ/法の死角』（1988年） - 日本版ポスター
- 『機動戦士ガンダム　逆襲のシャア』 (1988年)  - ポスター
- 『浪人街』 (1990年)  - ポスター
- 『陽炎』 (1991年)  - ポスター
- 『EAST MEETS WEST』 (1995年)  - ポスター
- 『陽炎2』 (1996年)  - ポスター
- ゴジラシリーズ - ポスター
  - 『ゴジラ』（1984年）[6]
  - 『ゴジラvsビオランテ』（1989年）[6]
  - 『ゴジラvsキングギドラ』（1991年）[6]
  - 『ゴジラvsモスラ』（1992年）[6]
  - 『ゴジラvsメカゴジラ』（1993年）[6]
  - 『ゴジラvsスペースゴジラ』（1994年）[6]
  - 『ゴジラvsデストロイア』（1995年）[6]
  - 『ゴジラ×メガギラス G消滅作戦』（2000年）[6]
  - 『ゴジラ FINAL WARS』（2004年）[6]
- 『日本沈没』（2006年） - ポスター[8]

### 小説
- 『鷗外の婢』（松本清張）（1970年、カッパ・ノベルス） - カバー
- ウルフガイ・シリーズ（平井和正）
  - ウルフガイ（全2巻、1971年 - 1972年、ハヤカワ文庫） - カバー / 口絵 / 挿画
  - 『狼の紋章／狼の怨歌』（1973年、早川書房） - カバー
  - ウルフガイ・シリーズ（全4巻、1975年、祥伝社 <ノン・ノベル> ） - カバー / 挿画
  - ウルフガイシリーズ（全8巻、1985年 - 1986年、徳間書店） - カバー / 挿画
- アダルト・ウルフガイ・シリーズ（平井和正）
  - ウルフガイ 別巻（全4巻、1972年 - 1974年、ハヤカワ文庫） - カバー / 口絵 / 挿画
  - アダルト・ウルフガイ・シリーズ（全9巻、1974年 - 1979年、祥伝社 <ノン・ノベル> ） - カバー / 挿画
- ゾンビー・ハンター・シリーズ（平井和正）
  - 死霊狩り（全1巻、1972年、ハヤカワ文庫） - カバー / 口絵 / 挿画
  - 死霊狩り（全3巻、1975年 - 1978年、角川文庫） - カバー
- 幻魔大戦シリーズ（平井和正）
  - 新幻魔大戦（全1巻、1978年、トクマ・ノベルズ） - カバー
  - 幻魔大戦（全20巻、1979年 - 1983年、角川文庫） - カバー[注釈 2] / 挿画
  - 真幻魔大戦（全15巻、1980年 - 1985年、トクマ・ノベルズ） - カバー / 挿画
  - 新幻魔大戦（全1巻、1980年、徳間文庫） - カバー / 挿画
  - 真幻魔大戦（全18巻、1982年 - 1987年、徳間文庫） - カバー / 挿画
  - 幻魔大戦（全7巻、1987年、徳間書店） - カバー / 口絵
  - ハルマゲドン（全1巻、1987年、徳間書店） - カバー / 口絵
- 角川文庫　平井和正作品（1974年 - 1983年） -　カバー
- 角川文庫　小松左京作品 -　カバー
- ハヤカワ文庫 『女王陛下のユリシーズ号』など冒険小説作品 - カバー
- ソノラマ文庫 戦記シリーズ
- 六興出版　吉川英治シリーズ
- ヴァンパイヤー戦争シリーズ（笠井潔） - カバー
- 日本武尊SF神話シリーズ（豊田有恒） - カバー
- レンズマンシリーズ（E・E・スミス）
  - レンズマン・シリーズ（小隅黎訳、全7巻、2002年 - 2004年、創元SF文庫） - 装画
- デュマレスト・サーガ（E・C・タブ） - カバー / 挿画
- ハイペリオンシリーズ（ダン・シモンズ） - カバー
- 富士見書房・富士見ドラゴンブック（ゲームブック）  - カバー

### 雑誌
- 『SFアドベンチャー』（徳間書店） - 表紙（1980年6月号 - 1987年12月号）[24]

### ゲーム
- 蒼き狼と白き牝鹿シリーズ（コーエー） - パッケージイラスト
  - 『蒼き狼と白き牝鹿・ジンギスカン』（1987年）
  - 『蒼き狼と白き牝鹿・元朝秘史』（1992年）
- 信長の野望シリーズ（コーエー） - パッケージイラスト
  - 『信長の野望・戦国群雄伝』（1988年）
  - 『信長の野望・武将風雲録』（1990年）
  - 『信長の野望・覇王伝』（1992年）
  - 『信長の野望・天翔記』（1994年）
- 三國志シリーズ（コーエー） - パッケージイラスト
  - 『三國志II』（1989年）
  - 『三國志III』（1992年）
  - 『三國志IV』（1994年）
- 提督の決断シリーズ（コーエー） - パッケージイラスト 
  - 『提督の決断』（1989年）
  - 『提督の決断II』（1993年）
  - 『提督の決断III』（1996年）
- 鋼鉄の咆哮シリーズ（コーエー）- パッケージイラスト 
  - 『鋼鉄の咆哮 ウォーシップコマンダー』（2000年）[注釈 3]
- 大航海時代シリーズ（コーエー） - パッケージイラスト
  - 『大航海時代』（1990年）
  - 『大航海時代II』（1993年）
- 太閤立志伝シリーズ（コーエー） - パッケージイラスト
  - 『太閤立志伝』（1992年）
  - 『太閤立志伝II』（1995年）
- 『維新の嵐』（1988年、コーエー） - パッケージイラスト
- 『水滸伝・天命の誓い』（1989年、コーエー） - パッケージイラスト
- 『ランペルール』（1990年、コーエー） - パッケージイラスト
- 『ロイヤルブラッド』（1991年、コーエー） - パッケージイラスト
- 『項劉記』（1993年、コーエー） - パッケージイラスト
- 『独立戦争 Liberty or Death』（1993年、コーエー） - パッケージイラスト
- 『源平合戦』（1994年、コーエー） - パッケージイラスト
- 『プロジェネター』（1994年、コーエー） - パッケージイラスト
- 『モン★スタートラベラー』（2002年、タイトー） - パッケージイラスト

### イラスト集
- 『生賴範義イラストレーション』（1980年、徳間書店） ISBN 4-19-402116-9
- 『生頼範義198X年イラスト集』（1982年、講談社） ISBN 4-06-108067-9
- 『生賴範義イラストレーション2 《幻魔世界》』（1983年、徳間書店） ISBN 4-19-402685-3
- 『神話-THE BEAUTIES IN MYTHS』（1988年、徳間書店／2017年、復刊ドットコム） ISBN 4-19-413716-7、ISBN 978-4-8354-5551-8
- 『生賴範義 THE ILLUSTRATOR』（2014年、宮崎文化本舗） ISBN 978-4-9907484-0-1
- 『生賴範義 緑色の宇宙』（2014年、玄光社） ISBN 978-4-7683-0583-6
- 『生賴範義Ⅱ 記憶の回廊 1966-1984』（2015年、宮崎文化本舗） ISBN 978-4-9907484-3-2
- 『生賴範義展 THE ILLUSTRATOR』（2016年、宮崎文化本舗） ISBN 978-4-9907484-2-5
- 『生賴範義Ⅲ THE LAST ODYSSEY 1985-2015』（2016年、宮崎文化本舗） ISBN 978-4-9907484-4-9
- 『生賴範義 拾遺集』（2016年、宮崎文化本舗） ISBN 978-4-9907484-5-6
- 『生賴範義軍艦図録』（2017年、玄光社） ISBN 978-4-7683-0882-0
- 『生賴範義戦記画集』（2018年、玄光社） ISBN 978-4-7683-1108-0
- 『生賴範義画集〈幻魔〉』（2019年、復刊ドットコム） ISBN 978-4-8354-5709-3
- 『生賴範義画集〈狼男達〉』（2020年、復刊ドットコム） ISBN 978-4-8354-5710-9
- 『生賴範義画集〈SAKYO〉』（2020年、復刊ドットコム） ISBN 978-4-8354-5747-5

### アルバムジャケット
- レイジー『宇宙船地球号』（1980年）
- 本城未沙子
  - 『魔女伝説〜Messiah's Blessing』（1982年10月21日）
  - 『13TH』（1983年3月21日）
  - 『THE CRUISER〜幻想の侵略者〜』（1983年7月21日）

### その他
- 『スパイダーマン』（池上遼一） - サンコミックス版のカバーイラスト[注釈 4]
- 『妖魔館の謎』（塩田信之/飯野文彦） - 表紙イラスト
- 『ウルトラマンパワード』 - ビデオ発売告知ポスター（1993年）
- 『スケバン刑事』（和田慎二） - 白泉社文庫版のカバーイラスト
- 『マジン・サーガ』（永井豪） - 扶桑社版のカバーイラスト